# Централен комитет на ККП
Централният комитет на Китайската комунистическа партия (на традиционен китайски: 中國共產黨中央委員會, на опростен китайски: 中国共产党中央委员会, на пинин: Zhōngguó Gòngchǎndǎng Zhōngyāng Wěiyuánhuì. българска система: Джънгуо Гунчандан Жънян Уейюенхуей) е най-висшият ръководен орган на Китайската комунистическа партия. Сформира се на Общокитайския конгрес на ККП. В периода между Общокитайските конгреси ЦК прокарва решенията им, ръководи всички работи на партията и я представлява в международните ѝ отношения. Състои се от 300 члена. До 1927 година ЦК на ККП се нарича Централен изпълнителен комитет на ККП (на китайски: 中央执行委员会).